# كايل باتريك ألفاريز
كايل باتريك ألفاريز (بالإنجليزية: Kyle Patrick Alvarez)‏ هو منتج أفلام وكاتب سيناريو أمريكي، ولد في 19 مايو 1983 في ميامي في الولايات المتحدة.

## وصلات خارجية
- كايل باتريك ألفاريز على موقع IMDb (الإنجليزية)
- كايل باتريك ألفاريز على موقع ألو سيني (الفرنسية)
- كايل باتريك ألفاريز على موقع أول موفي (الإنجليزية)
- كايل باتريك ألفاريز على موقع قاعدة بيانات الفيلم (الإنجليزية)
- كايل باتريك ألفاريز على موقع كينوبويسك (الروسية)